# Martin Kelly
Martin Ronald Kelly (* 27. dubna 1990 Whiston) je anglický profesionální fotbalista, který hraje na pozici pravého či středního obránce za anglický klub Crystal Palace FC. V roce 2012 odehrál také jedno utkání v anglické reprezentaci.
Hrál za Liverpool a Crystal Palace. Zúčastnil se Mistrovství Evropy v roce 2012.

## Hráčská kariéra
Martin Kelly hrál obránce za Liverpool, Huddersfield Town AFC a Crystal Palace.
V reprezentaci hrál 1 zápas. Byl na ME 2012.

## Úspěchy

### Hráčské

#### Liverpool
- EFL Cup: 2011/12